# Гай Вібій Руф
Гай Ві́бій Руф (д/н — після 24 року н. е.) — політичний діяч Римської імперії, консул-суффект 16 року.

## Життєпис
Походив з роду Вібіїв з м. Тускулум. Про родину мало відомостей. 16 року н. е. став консулом-суффектом разом з Публієм Помпонієм Грецином. З 16 до 24 року входив до колегії, яка опікувалася каналами Тибру. Подальша доля невідома.

## Родина
Дружина — Публілія
Діти:
- Гай Вібій Руфін, консул-суфект 22 року.